# Tercijalec
Tercijalec je izraz za pretirano pobožno osebo svetohlinskega značaja. Uporablja se v slabšalnem smislu, saj mu pritičejo vedenjski vzorci opravljivosti, predsodkarstva ali hinavstva. Izraz se pogovorno največkrat uporablja za osebe ženskega spola (ednina: tercijalka). Izhaja iz latinskega tertianus s pomenom »vojak tretje legije« oziroma »pripadajoč tretji vrsti«. V trinajstem stoletju so se tako imenovali frančiškanski in dominikanski laični redovi, »bratje tretjega reda«, in po njih je bil prevzet današnji pomen besede. Izvirno so se namreč zdele hinavske tiste osebe, ki so se kazale izrazito pobožne, a niso prestopile v redovno življenje.